# فيكتوريا بنغتسون
فيكتوريا بنغتسون (بالسويدية: Viktoria Bengtsson)‏ هي لاعبة جمباز سويدية، ولدت في 29 أبريل 1966 في هالمستاد في السويد.

## وصلات خارجية
- فيكتوريا بنغتسون على موقع أوليمبيديا (الإنجليزية)
- فيكتوريا بنغتسون على موقع اللجنة الأولمبية السويدية (السويدية)